# Arnold Hague
Arnold Hague (3 décembre 1840 à Boston, Massachusetts - 14 mai 1917 à Washington, DC) est un géologue américain qui effectue de nombreuses études géologiques aux États-Unis, dont la plus connue est celle du parc national de Yellowstone. Il effectue également des missions en Chine et au Guatemala. Il devient membre de l'Institut d'études géologiques des États-Unis en 1879 lors de sa création.

## Biographie
Hague est le fils de William Hague, un ecclésiastique. Il est diplômé de la Sheffield Scientific School de l'Université Yale en 1863. Il passe ensuite trois ans en Allemagne, étudiant aux universités de Göttingen et Heidelberg, et à l'École des mines de Freiberg.
En 1867, il retourne aux États-Unis et est nommé géologue adjoint pour l'exploration géologique américaine du 40e parallèle sous la direction de Clarence King. Il se rend ensuite en Californie, et passe l'hiver 1867/68 à Virginia City, Nevada, étudiant la géologie de surface du Comstock Lode et la chimie du processus d'amalgamation tel qu'il y est pratiqué, et connu sous le nom de «processus Washoe ». Les résultats de cette étude sont publiés dans le volume III du rapport de l'exploration, sous le titre de "Chimie du processus Washoe". Il contribue également dans le même volume à un chapitre sur la géologie du district minier de White Pine, dans lequel il met en évidence pour la première fois le grand développement des roches dévoniennes dans le grand bassin de l'Utah et du Nevada. Dans le tome II. - "Descriptive Geology" - du rapport de l'exploration, qui est le travail conjoint de Hague et Samuel Franklin Emmons (en), il donne les résultats d'une étude géologique détaillée à travers les Cordillères d'Amérique du Nord, des Grandes Plaines à la Sierra Nevada en Californie. Ce travail comprend un atlas géologique de cartes et de sections, qui est achevé après de nombreuses difficultés, la carte du Grand Bassin étant achevée avant l'achèvement de l'Union ou du Central Pacific Railroad.
À la fin de ce travail en 1877, il reçoit un poste de géologue du gouvernement du Guatemala et voyage beaucoup à travers la république, visitant les principales régions minières et les centres d'activité volcanique. En 1878, il est engagé par le gouvernement chinois pour examiner les mines d'or, d'argent et de plomb du nord de la Chine.
Lors de l'organisation de l'Institut d'études géologiques des États-Unis en 1879, il retourne aux États-Unis et devient l'un de ses géologues. Il est envoyé au Nevada et fait un rapport sur la "géologie du district d'Eureka". En 1883, il est nommé géologue de la division du parc Yellowstone et affecté à l'étude des geysers de ce district en relation avec les régions volcaniques éteintes des montagnes Rocheuses.
Il est membre de sociétés scientifiques aux États-Unis et en Europe et en 1885 est élu à l'Académie nationale des sciences.
Il est membre de la commission nommée par l'Académie nationale des sciences à la demande du gouvernement des États-Unis en 1896 pour préparer les plans des réserves forestières nationales. Il est vice-président des congrès internationaux des géologues tenus à Paris en 1900, à Stockholm en 1910 et à Toronto en 1913. Il est président de la Société américaine de géologie en 1910,.

## Travaux
Il apporte de nombreuses contributions à des revues scientifiques, sur la lithologie et la géologie, et est l'auteur principal des mémoires suivants :
- The Volcanoes of California, Oregon, and Washington Territory (1883)
- The Volcanic Rocks of the Great Basin (1884)
- On the Development of Crystallization in the Igneous Rocks of Washoe (1885)
- Nevada, with Notes on the Geology of the District (1885)
- The Volcanic Rocks of Salvador (1886)
- Geological History of the Yellowstone National Park (1888)